# كلد آش (باركشير)
كلد آاش (باركشير) (بالإنجليزية: Cold Ash)‏ هي قرية وأبرشية مدنية تقع في المملكة المتحدة في إنجلترا. يقدر عدد سكانها بـ 4,063 نسمة ومساحتها 7.9 كم2 .